# Santiago Auserón
Santiago Auserón Marruedo, també conegut com a Juan Perro (Saragossa, 25 de juliol de 1954) és un cantant i compositor aragonès. Va ser compositor i vocalista del grup musical Radio Futura.

## Biografia
Va estudiar filosofia a la Universitat Complutense de Madrid (1972-1977) i al Centre universitaire de Vincennes (1977-1978), sota la direcció de Gilles Deleuze. Juntament amb el grup musical que va liderar de 1980 a 1992, Radio Futura, va realitzar una carrera reeixida i es va convertir en un dels grups fonamentals de la coneguda com a moguda madrilenya, el moviment contracultural de la dècada de 1980 a Madrid. Radio Futura, de fet, segueix sent considerat com un dels millors grups de rock espanyols de tots els temps, i un grup fonamental en l'evolució del rock espanyol.
Posteriorment a aquesta etapa, va iniciar la seva marxa musical en solitari amb el nom artístic de Juan Perro i va experimentar multitud d'estils: el so cubà —no només com a intèrpret sinó també com a productor—, el rock clàssic dels anys 50 o el jazz.

## Vida artística

### Radio Futura
Cantant i compositor del grup musical Radio Futura (1980-1992), el grup ha estat qualificat per diverses emissores de ràdio i revistes especialitzades com el millor grup espanyol de la dècada del 1980, i el millor grup espanyol dels últims 25 anys, segons una votació de Radio 3, realitzada l'any 2004.

### Juan Perro
El 1993 va donar a conèixer el seu nou projecte musical, Juan Perro, en la gira Kiko Veneno y Juan Perro vienen dando el cante. Com a Juan Perro, va gravar a l'Havana l'àlbum Raíces al viento (1995) i, posteriorment La huella sonora (1997), Mr. Hambre (2000, any en què gira també per Mèxic i els EUA) i Cantares de vela (2002). Coprodueix el segon disc en solitari de Luis Auserón, El caos y el orden (1997). En la banda de Juan Perro col·laboren habitualment prestigiosos músics de rock, jazz, flamenc i son.
Després d'una aturada per desenvolupar altres projectes musicals, va tornar amb el projecte de Juan Perro el 2009 i va editar el disc Río Negro en 2011. La gira de presentació es va desenvolupar des de 2009 fins a 2012. El 2012 va compaginar la gira Casa en el aire amb el projecte Juan Perro & La Zarabanda.
Realitza col·laboracions amb nombrosos artistes: Compay Segundo, Kiko Veneno, Raimundo Amador, La Barbería del Sur, Malevaje, Pau Riba, Carlos Cano, Pancho Amat, Guerrilla Gorila o Marina Rossell. Participa en el projecte De Granada a la Luna (1998) en homenatge a Federico García Lorca. Compon les cançons per l'obra Cacao de la companyia teatral Dagoll Dagom (2000), per la qual obté el Premi Max de les arts escèniques (2001).
En col·laboració amb la revista Cuadernos de jazz, organitza La Fábrica de Tonadas, formació que reuneix a destacats improvisadors (Jorge Pardo, Chano Domínguez, Jordi Bonell, Javier Colina i Marc Miralta), amb la qual es presenta en diversos festivals de jazz al llarg de l'any 2003.

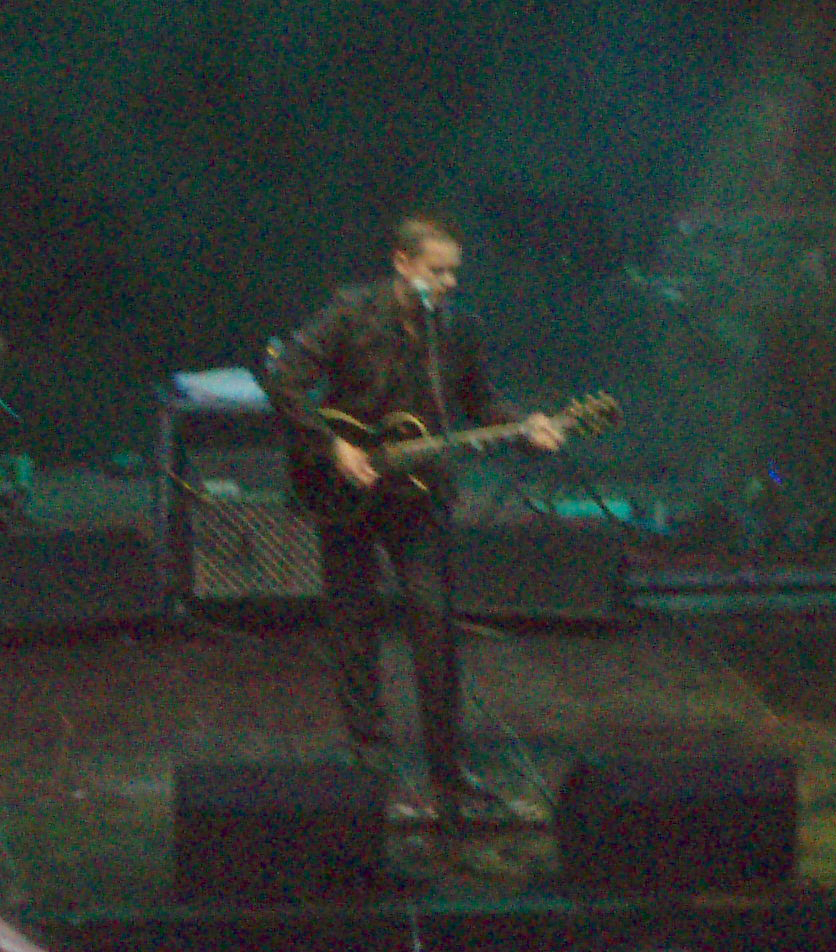
Santiago Auserón, el 2006, en una actuació presentant el disc Las malas lenguas.

Com a Santiago Auserón i en col·laboració amb el seu germà Luis Auserón, va gravar l'àlbum Las Malas Lenguas el 2006, on va recollir versions en castellà de temes clàssics del rock i el soul, i va realitzar una gira de concerts entre 2005 i 2007.
Va participar en l'homenatge a Pau Riba, organitzat per la revista Enderrock, amb el grup de Llibert Fortuny, a L'Auditori. Va participar, amb destacats artistes espanyols i internacionals, en els concerts d'homenatge a Leonard Cohen, registrats en el disc Acordes con Leonard Cohen, publicat en 2007.
Al costat de l'Original Jazz Orquestra del Taller de Músics, va desenvolupar entre 2005 i 2007 l'espectacle Canciones de Santiago Auserón, amb una selecció del repertori de Radio Futura i Juan Perro amb arranjaments d'Enric Palomar.

## Producció literària
Des de 1997, Santiago Auserón publica articles sobre música, art i pensament en diaris i revistes especialitzades. Va donar conferències sobre la nova música popular al País Basc i Madrid, i unes altres de contingut filosòfic i musical a les universitats de Madrid, Granada i València.
- La imagen sonora. Notas para una lectura filosófica de la nueva música popular.  Episteme, Valencia, 1998.
- Canciones de Radio Futura.  Editorial Pre-Textos, 1999.
- Las culturas del rock. Artículo "Notas sobre Raíces al viento".  Editorial Pre-Textos, 1999.
- François, Catherine. Caminos bajo el agua. Traducció de Santiago Auserón.  Editorial Pre-Textos, 1999.
- Canciones de Juan Perro (Salto de Página, 2012)
- El ritmo perdido. Sobre el influjo negro en la canción española (Península, 2012). Amb aquest assaig ha estat guanyador del Premi Cálamo Otra Mirada 2012 que atorga la llibreria saragossana Cálamo.[3]

## Recerca musical
Des de 1984 va investigar les arrels del son cubà. Va produir la recopilació de música tradicional cubana Semilla del Son (cinc àlbums, publicats entre 1991 i 1992). Va col·laborar en l'organització dels Encuentros de poetas y soneros cubanos de la Casa d'Amèrica de Madrid el 1993, i els Encuentros del Son y el Flamenco de la Fundació Luis Cernuda de Sevilla els anys 1994 i 1995. En ells es presenten per primera vegada a la península Ibèrica artistes com a Celeste Mendoza, Los Muñequitos de Matanzas, Faustino Oramas el Guayabero, Naranjos de Cienfuegos, Septeto Spirituano i Compay Segundo. Va produir el 1996 l'Antología de Francisco Repilado, Compay Segundo. És membre fundador i patró de la Fundació CEIBA Afroiberoamericana de Cultura, de Sevilla.

## Discografia

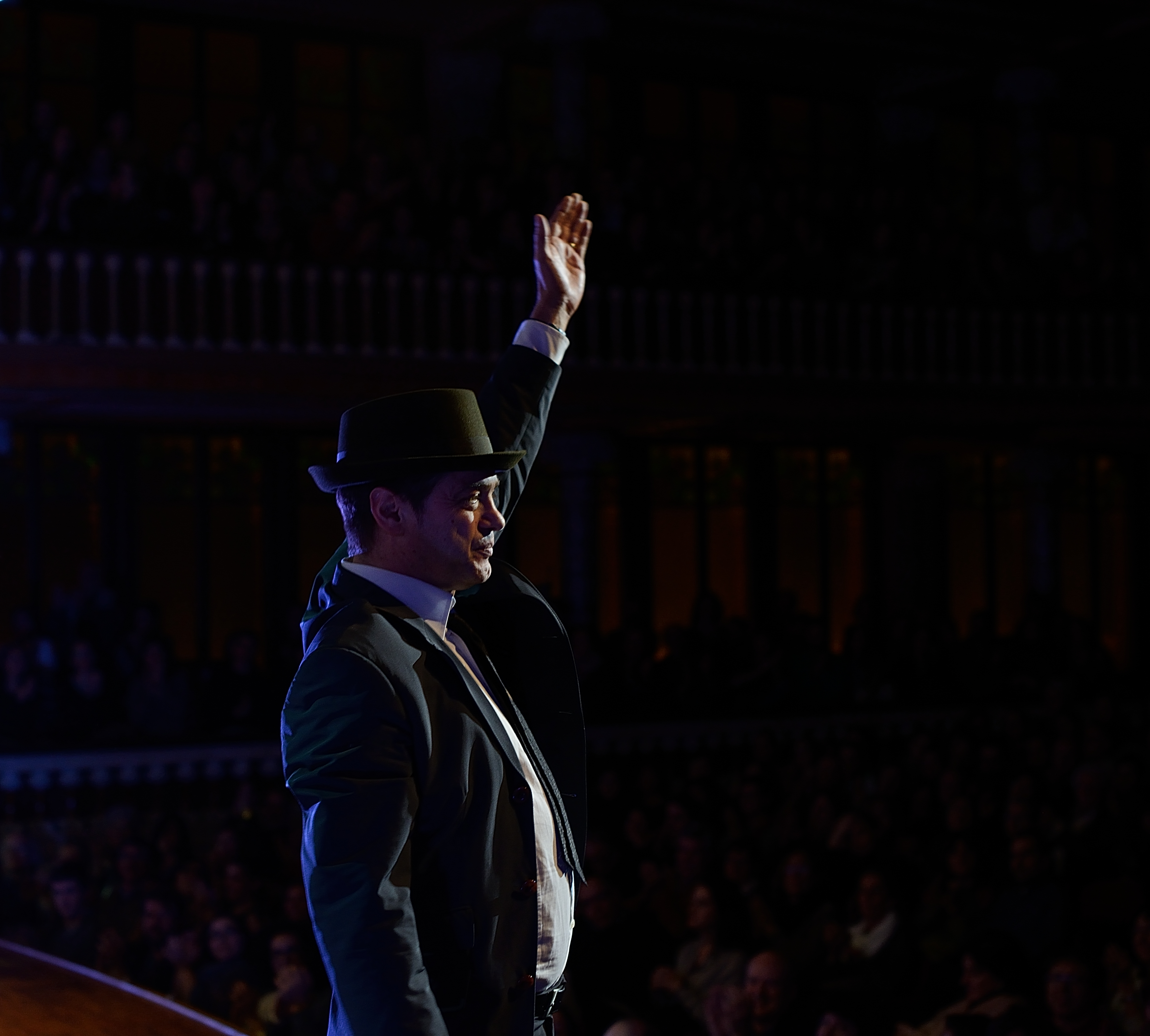
Auserón al Palau de la Música Catalana

### Amb Radio Futura
- Álbums
  - Música moderna (1980, Hispavox)
  - La estatua del jardín botánico / Rompeolas (1982, disc senzill. Hispavox)
  - Dance usted / Tus pasos (instrumental) (1983, disc senzill. Hispavox)
  - La ley del desierto / La ley del mar (1984, Ariola)
  - De un país en llamas (1985, Ariola)
  - La canción de Juan Perro (1987, Ariola)
  - Escueladecalor. El directo de Radio Futura (1989, BMG Ariola). Gravat el 28 i 29 d'octubre de 1988 a l'auditori Arena de València.
  - Veneno en la piel (1990, BMG Ariola)
  - Tierra para bailar (1991, BMG Ariola)
- Recopilacions
  - Rarezas: Radio Futura (1992, BMG Ariola). Inclou talls en directe anomenats "Rarezas".
  - Memoria del porvenir (1998, BMG Ariola). Compilació amb regravacions d'alguns dels seus temes més emblemàtics.
  - Caja de canciones (2003, BMG Music). Obra integral.
  - Paisajes eléctricos. Lo mejor de Radio Futura 1982-1992 (2004, BMG Music)

### Com a Juan Perro
- Raíces al viento (1995, Animal Tour/BMG-Ariola)
- La huella sonora (1997, Nueva Sociedad Lírica/BMG Music Spain)
- Mr. Hambre (2000, Nueva Sociedad Lírica/La Huella Sonora)
- Cantares de vela (2002, Nueva Sociedad Lírica/Animal Musik/La Huella Sonora)
- Río Negro (2011, Nueva Sociedad Lírica/La Huella Sonora).

### Com a Santiago Auserón
- Las Malas Lenguas (2006, La Huella Sonora/DRO Atlantic). Amb Luis Auserón.
- Canciones de Santiago Auserón con la Original Jazz Orquestra del Taller de Músics (2008, La Huella Sonora). Directe gravat al Teatre Principal de Palma el 16 setembre 2007.

## Premis i reconeixements
Entre altres, ha rebut els següents premis i reconeixements:
- Premi al millor músic de l'any (Cambio 16, 1995).
- Millor disc de rock llatí en castellà (Raíces al viento), segons la revista La banda elástica de Los Angeles, EUA, 1995).
- Premi a la millor trajectòria artística (La banda elástica, Los Angeles, EUA, 2000).
- Premi Max de les arts escèniques (2001)
- En reconeixement del conjunt de la seva obra cultural, va rebre la Medalla d'Or Santa Isabel de Portugal, de la Diputació Provincial de Saragossa (2002).
- Va rebre el premi Trovador a les Arts Escèniques, en el Festival de los Castillos 2007, de l'Ajuntament d'Alcanyís.
- Rep un premi de l'Ajuntament de Montilla com a homenatge a la seva trajectòria artística i professional i reconeixement a la seva aportació a la música rock el 25 d'abril de 2009.
- El dijous 3 de novembre de 2011 rep el Premi Nacional de Músiques Actuals en reconeixement de la seva trajectòria.[4]